# Marine Corps Base Camp Pendleton

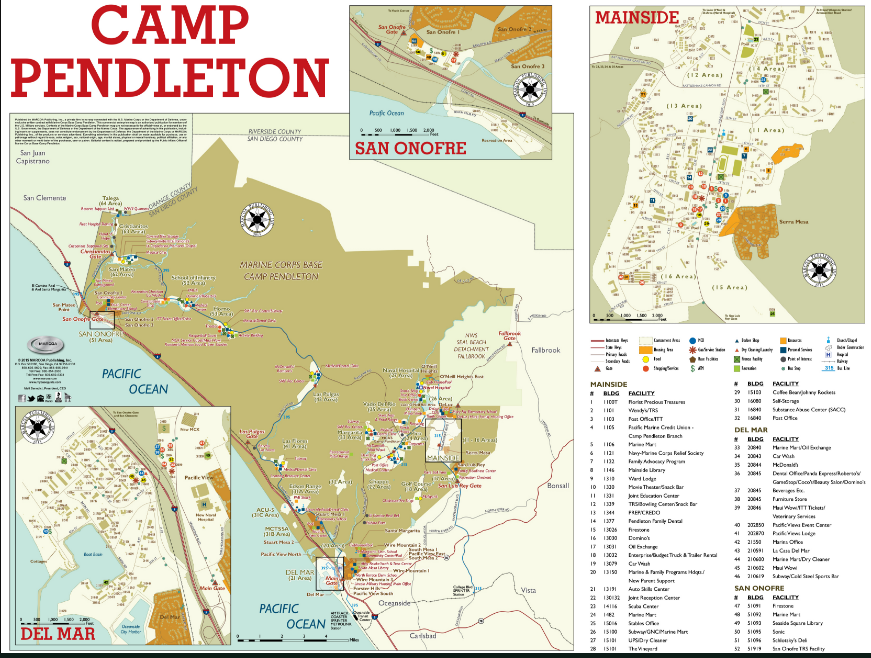
Karta över Camp Pendleton.

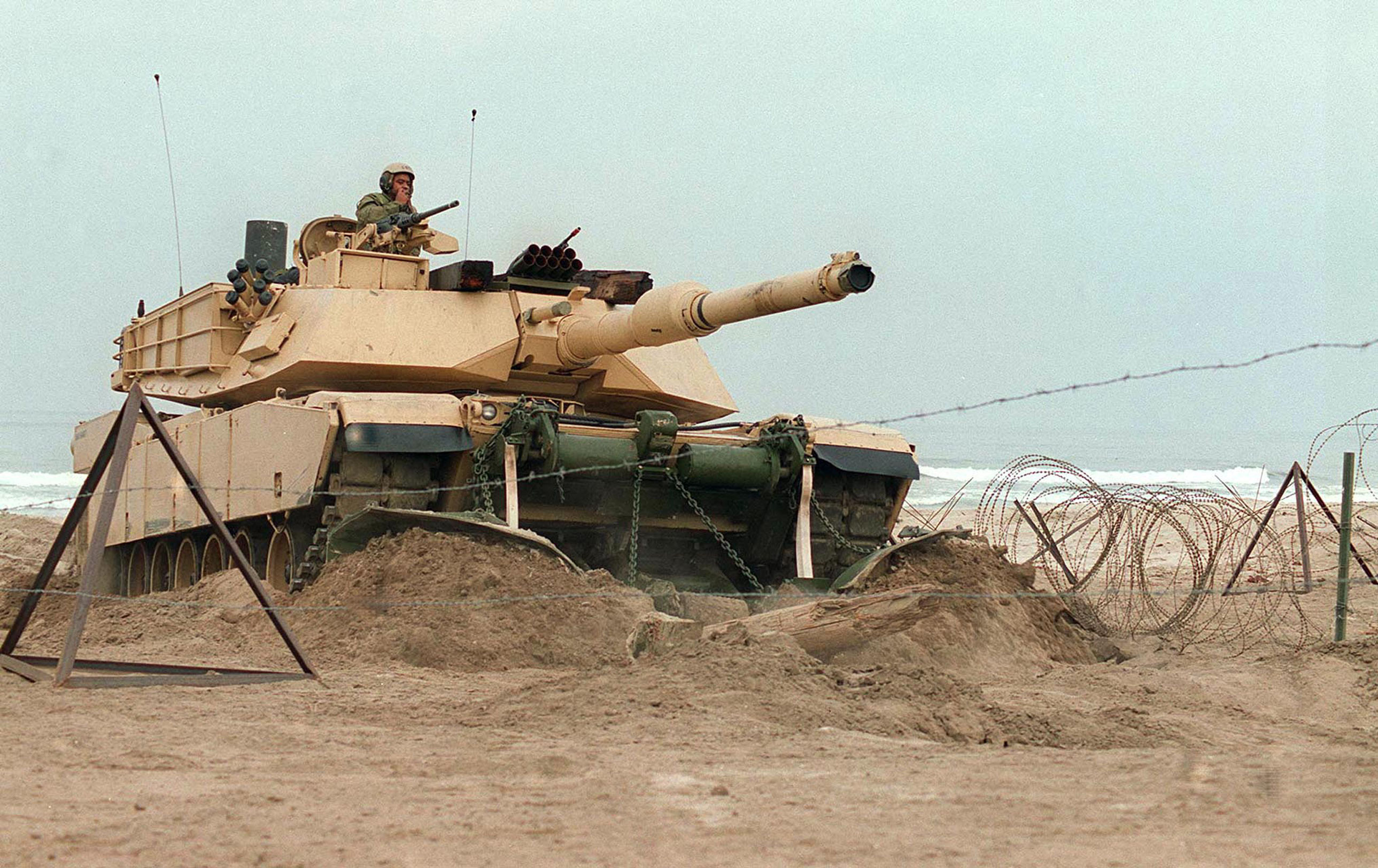
Stridsvagn av typ M1 Abrams forcerar ett hinder under en övning, 1997.

Marine Corps Base Camp Pendleton är en militärbas på en yta av 506 km² tillhörande USA:s marinkår, belägen i norr om Oceanside i San Diego County vid kusten längs med motorvägen Interstate 5 mellan Los Angeles och San Diego i delstaten Kalifornien.
Basen är uppkallad efter generalmajor Joseph Henry Pendleton (1862-1942) som aktivt förespråkade uppförandet av en marinkårsbas på västkusten. Camp Pendleton är sedan grundandet under andra världskriget huvudbasen för marinkårens stridande förband vid USA:s västkust. Camp Pendleton är en av de största anläggningarna inom USA:s väpnade styrkor och personalstyrkan uppgår till 70 000 militärer och civilanställda. Kustlinje på 27 km är även den enda större obebyggda kustremsan i södra Kalifornien. 

## Förband
På Camp Pendleton finns högkvarteret för I Marine Expeditionary Force (I MEF) som är en Marine Air-Ground Task Force (leds av en generallöjtnant och motsvarar en armékår) och i vilket ingår:
- 1st Marine Division (1st MARDIV) - markstridskomponent
- 3rd Marine Aircraft Wing (3rd MAW) - flygkomponent (baserade vid närbelägna Marine Corps Air Station Miramar samt Marine Corps Air Station Yuma)
- 1st Marine Logistics Group (1st MLG) - trängkomponent

I Marine Expeditionary Force i sin tur ingår i Marine Forces Pacific (MARFORPAC) som är marinkårens komponent i det försvarsgrensövergripande United States Indo-Pacific Command (USINDOPACOM).

## Census
I United States Census (folkräkning) så är Camp Pendelton uppdelat i två enheter som census-designated places, Camp Pendleton North och Camp Pendleton South.